# Däumelsee
Däumelsee är en sjö i Österrike.   Den ligger i förbundslandet Oberösterreich, i den centrala delen av landet, 210 km väster om huvudstaden Wien. Däumelsee ligger 1 985 meter över havet.
Trakten runt Däumelsee består i huvudsak av gräsmarker. Runt Däumelsee är det ganska glesbefolkat, med 25 invånare per kvadratkilometer.